# Чемпионат Европы по фехтованию 1991
Чемпионат Европы по фехтованию в 1991 году прошёл в Вене (Австрия). Это был первый турнир, организованный Европейской конфедерацией фехтования; именно с него начались современные чемпионаты Европы по фехтованию. Поединков за третье место в индивидуальном первенстве не проводилось; бронзовые медали получали оба спортсмена, проигравшие полуфинальные бои.

## Общий медальный зачёт
| Место | Страна       | Золото | Серебро | Бронза | Всего |
| ----- | ------------ | ------ | ------- | ------ | ----- |
| 1     | Венгрия      | 9      | 3       | 3      | 15    |
| 2     | Германия     | 1      | 0       | 1      | 2     |
| 3     | Австрия      | 0      | 3       | 2      | 5     |
| 4     | Франция      | 0      | 3       | 1      | 4     |
| 5     | Болгария     | 0      | 1       | 0      | 1     |
| 6     | Польша       | 0      | 0       | 3      | 3     |
| 7     | Чехословакия | 0      | 0       | 2      | 2     |
| 8     | Греция       | 0      | 0       | 1      | 1     |
| 8     | Италия       | 0      | 0       | 1      | 1     |
| 8     | Нидерланды   | 0      | 0       | 1      | 1     |
| Всего | Всего        | 10     | 10      | 15     | 35    |

## Медалисты

### Мужчины
| Дисциплина                  | Золото                                                                 | Серебро                                                                | Бронза                                                                 |
| --------------------------- | ---------------------------------------------------------------------- | ---------------------------------------------------------------------- | ---------------------------------------------------------------------- |
| Шпага Личное первенство     | Иван Ковач                                                             | Жан-Марк Мюраторио                                                     | Арно Штромайер Иржи Доуба                                              |
| Шпага Командное первенство  | Германия · Гюнтер Яух · Андре Кюнемунд · Патрик Дренерт · Инго Граузам | Австрия                                                                | Чехословакия · Иржи Доуба · Роман Ечминек                              |
| Рапира Личное первенство    | Иштван Буша                                                            | Михаэль Людвиг                                                         | Богуслав Зых Жолт Эршек                                                |
| Рапира Командное первенство | Венгрия · Иштван Буша · Жолт Эршек · Жолт Немет · Чаба Кун             | Франция ·                                                              | Польша · Богуслав Зых · Войцех Рычек · Лешек Бандах · Адам Кжесиньский |
| Сабля Личное первенство     | Бенце Сабо                                                             | Петер Абай                                                             | Зисис Бабанасис Дьёрдь Небальд                                         |
| Сабля Командное первенство  | Венгрия · Имре Буйдошо · Бенце Сабо · Дьёрдь Небальд · Петер Абай      | Франция · Ален Куако · Жан-Бернар Дюшато · Кристоф Мье · Бенуа Фламанд | Австрия ·                                                              |

### Женщины
| Дисциплина                  | Золото                                                                            | Серебро                                                                        | Бронза                                                                        |
| --------------------------- | --------------------------------------------------------------------------------- | ------------------------------------------------------------------------------ | ----------------------------------------------------------------------------- |
| Шпага Личное первенство     | Марианн Хорват                                                                    | Жужанна Сёч                                                                    | Дьёндьи Салаи-Хорват Пернетте Осинга                                          |
| Шпага Командное первенство  | Венгрия · Дьёндьи Салаи-Хорват · Марина Варконьи · Марианн Хорват · Жужанна Сёч   | Австрия ·                                                                      | Польша · Анна Роткевич · Ивона Олешиньская · Агата Стемпень · Анита Иваньская |
| Рапира Личное первенство    | Жужанна Яноши-Немет                                                               | Ильдико Пужтаи                                                                 | Моника Вебер-Косто Лючия Траверса                                             |
| Рапира Командное первенство | Венгрия · Жужанна Яноши-Немет · Ильдико Пужтаи · Ильдико Минца · Гертруд Штефанек | Болгария · Людмила Матеева · Оля Михайлова · Эмилия Димитрова · Цвета Христова | Франция ·                                                                     |